# Verbuttung

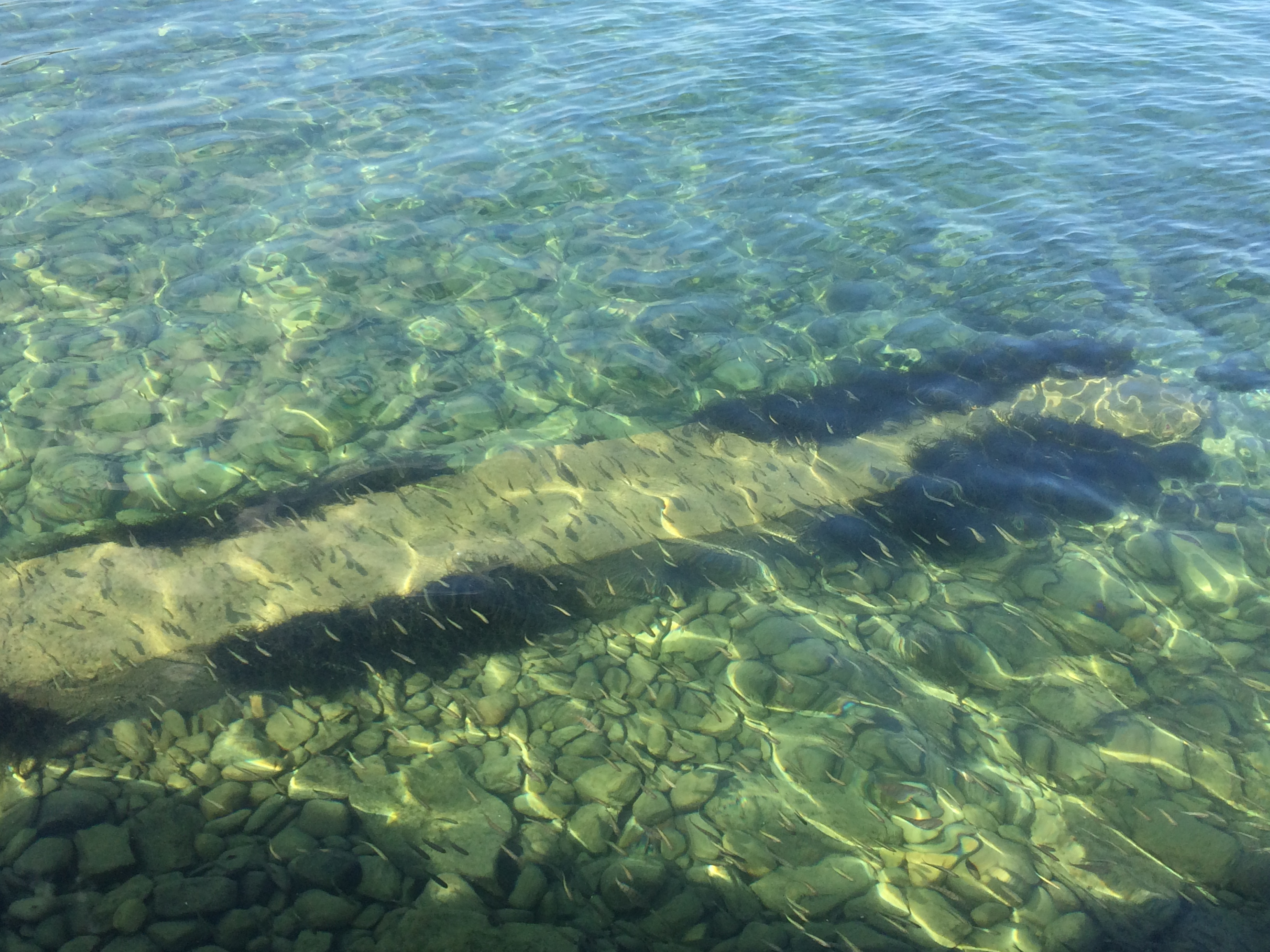
Schwarm von verbutteten Flußbarschen

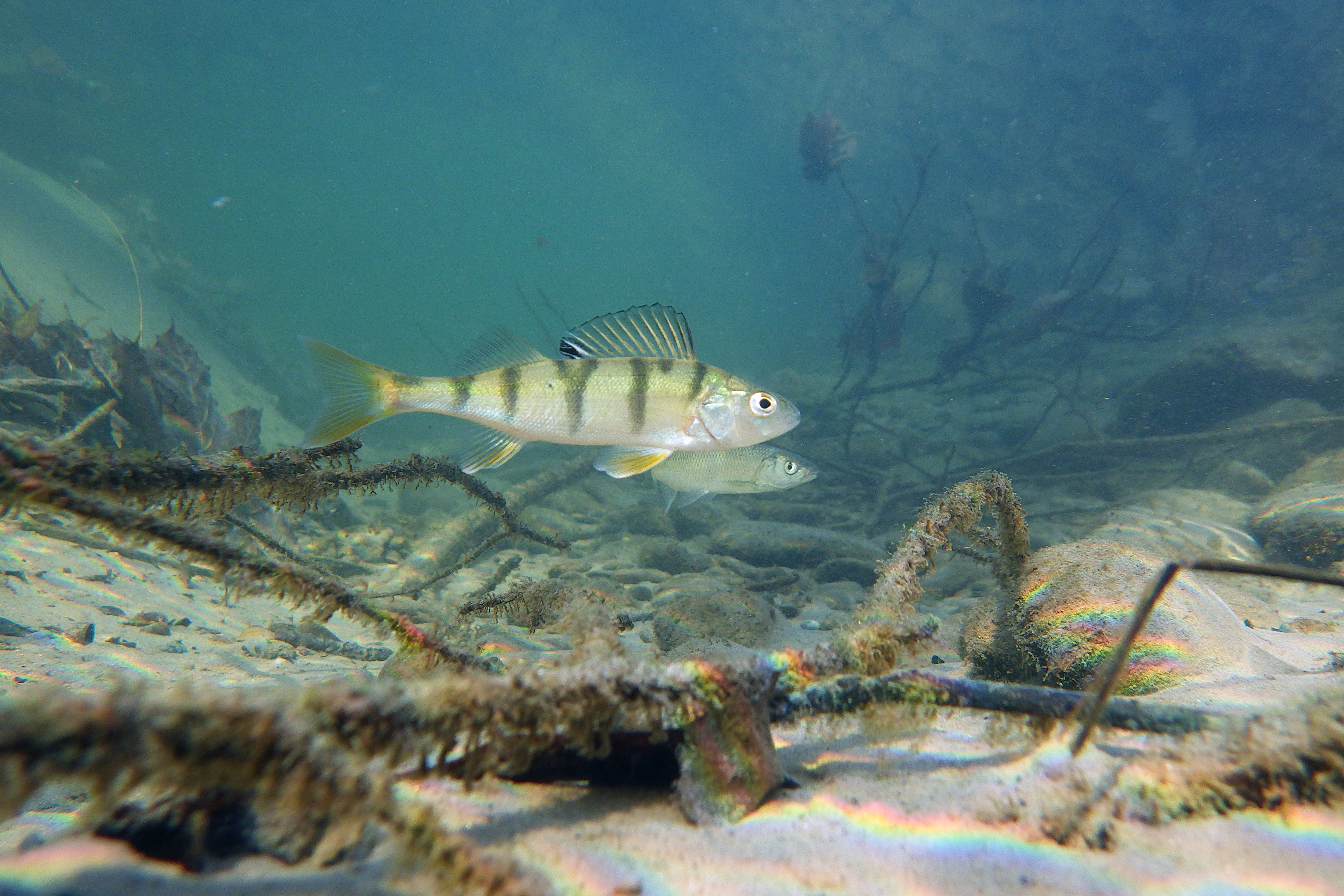
Kleinwüchsiger Flussbarsch

Unter Verbuttung versteht man den überproportionalen Anstieg der Individuenzahl einer Fischpopulation bei auffallender Zwergwüchsigkeit. Insgesamt sinkt die Durchschnittsgröße der Tiere und die Geschlechtsreife tritt früher ein. Es kann in einem Gewässer entweder eine bestimmte Art verbutten, oder dieser Effekt betrifft sämtliche Weißfischarten oder ausnahmslos alle Fischarten.
Für Verbuttung besonders anfällige Arten sind Flussbarsche, Kaulbarsche, Brachsen, Güster, Rotaugen, Schleien und Karauschen, teilweise auch Saiblinge. Verbuttung wurde in einigen Brackwasserflüssen auch bei der Flunder (norddeutsch: Butt) beobachtet.
Besonders gefährdet sind isolierte Kleingewässer, in die keine Migration anderer Populationen stattfinden kann.
Verbuttung wird fast ausschließlich in bewirtschafteten Gewässern beobachtet und hat anthropogene Ursachen. In Naturgewässern ohne menschliche Eingriffe ist das Phänomen der Verbuttung weitgehend unbekannt.
Verbuttung tritt in nährstoffreichen Tieflandgewässern besonders häufig auf. Das Wachstum der meisten Fischarten ist mit dem Nahrungsangebot im Jugendstadium gekoppelt. Reichen das Nahrungsangebot und die -qualität durch starke Futterkonkurrenz innerhalb der eigenen Art nicht aus, so kann das Wachstum nach Erreichen der Geschlechtsreife enden. Besonders betroffen sind sehr langsam wachsende Fischarten wie Schleien oder Barsche. Trotz Kleinwüchsigkeit vermehren sich die Fische und setzen eine große Menge von Jungfischen frei, die von den wenigen Raubfischen unzureichend dezimiert werden können. Die geringe Raubfischpopulation, welche sich ungünstig auf den Friedfischbestand auswirkt, ist ein Hauptgrund für die Verbuttung.
Eine Folge der Verbuttung ist – bedingt durch den dadurch ausgelösten Nahrungsmangel – eine hohe intraspezifische Konkurrenz und die dadurch ausgelöste Kleinwüchsigkeit. Diese Kleinwüchsigkeit ist eine Anpassung an die Standortverhältnisse und nicht genetisch bedingt. Wird ein verbutteter Fisch in einem intakten Naturgewässer ausgesetzt, so ist dieser Prozess reversibel und das Tier kann zu normaler Größe abwachsen.
Das Gleichgewicht zwischen Raub- und Friedfischpopulationen in einem verbutteten Gewässer kann sich nach einiger Zeit wieder einstellen, sofern die großen Raubfische nicht einseitig und gezielt gefangen werden. Durch Abfischen (Hegefischen) und Besatz mit großen Raubfischen kann der Verbuttung teilweise entgegengesteuert werden.